# 朗根洛伊斯

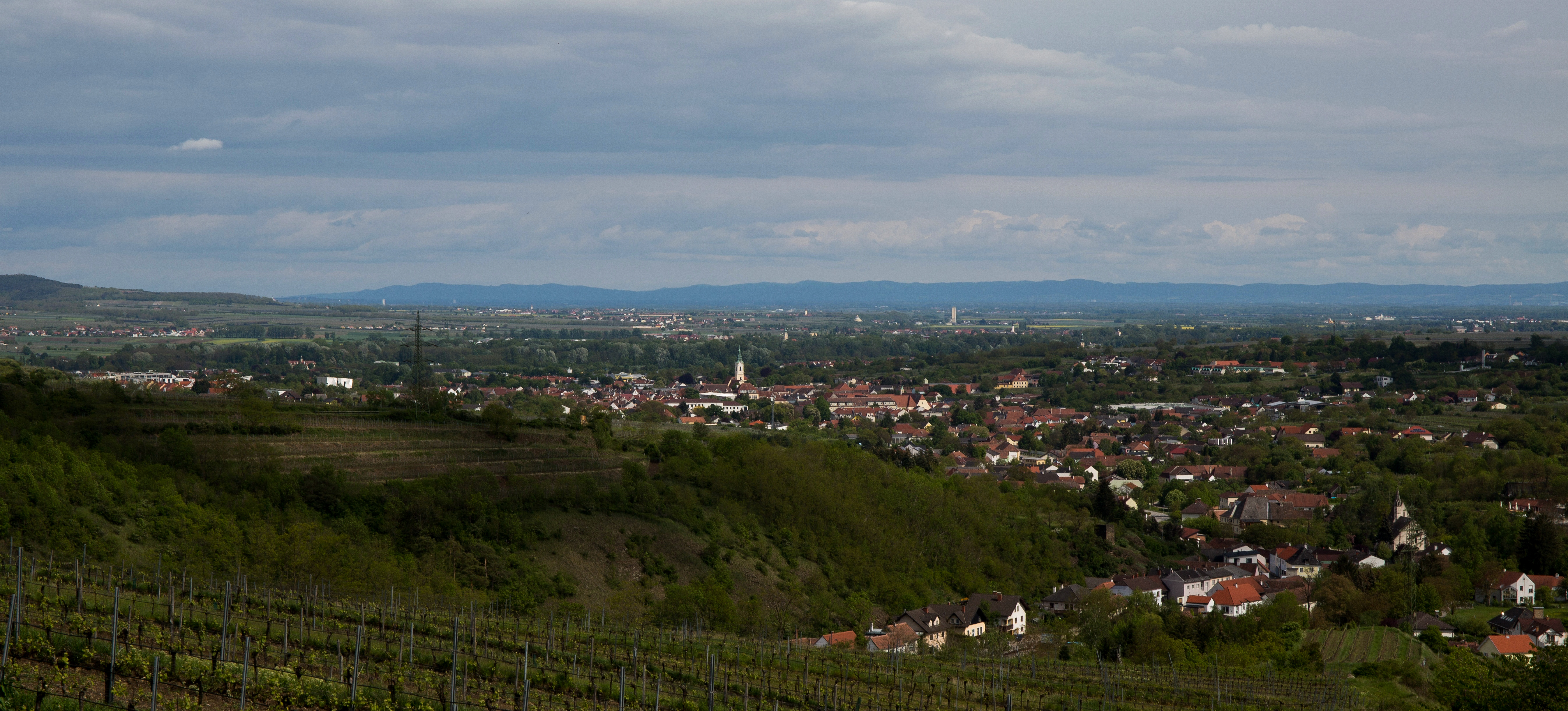
Langenlois

朗根洛伊斯（德语：Langenlois）是奧地利的城鎮，位於該國東北部，由下奧地利州負責管轄，面積67.12平方公里，海拔高度219米，鎮上的氣象觀測塔建於1897年，2012年人口7,432。